# Mario de las Casas
Mario de las Casas (Lima, 1901. január 31. – Callao, 2002. október 10.), perui válogatott labdarúgó.
A perui válogatott tagjaként részt vett az 1930-as világbajnokságon és az 1935-ös Dél-amerikai bajnokságon.

## Sikerei, díjai
Peru
- Dél-amerikai bronzérmes (1): 1935

## Külső hivatkozások
- Mario de las Casas a FIFA.com honlapján Archiválva 2015. február 3-i dátummal a Wayback Machine-ben